# شهرستان المور (آلاباما)
شهرستان المور، آلاباما (به انگلیسی: Elmore County, Alabama) شهرستانی در ایالات متحده آمریکا است که در آلاباما واقع شده‌است.

## خصوصیات
شهرستان المور ۱٬۷۰۱٫۶۳ کیلومترمربع مساحت دارد.